# Milieueffectrapportage

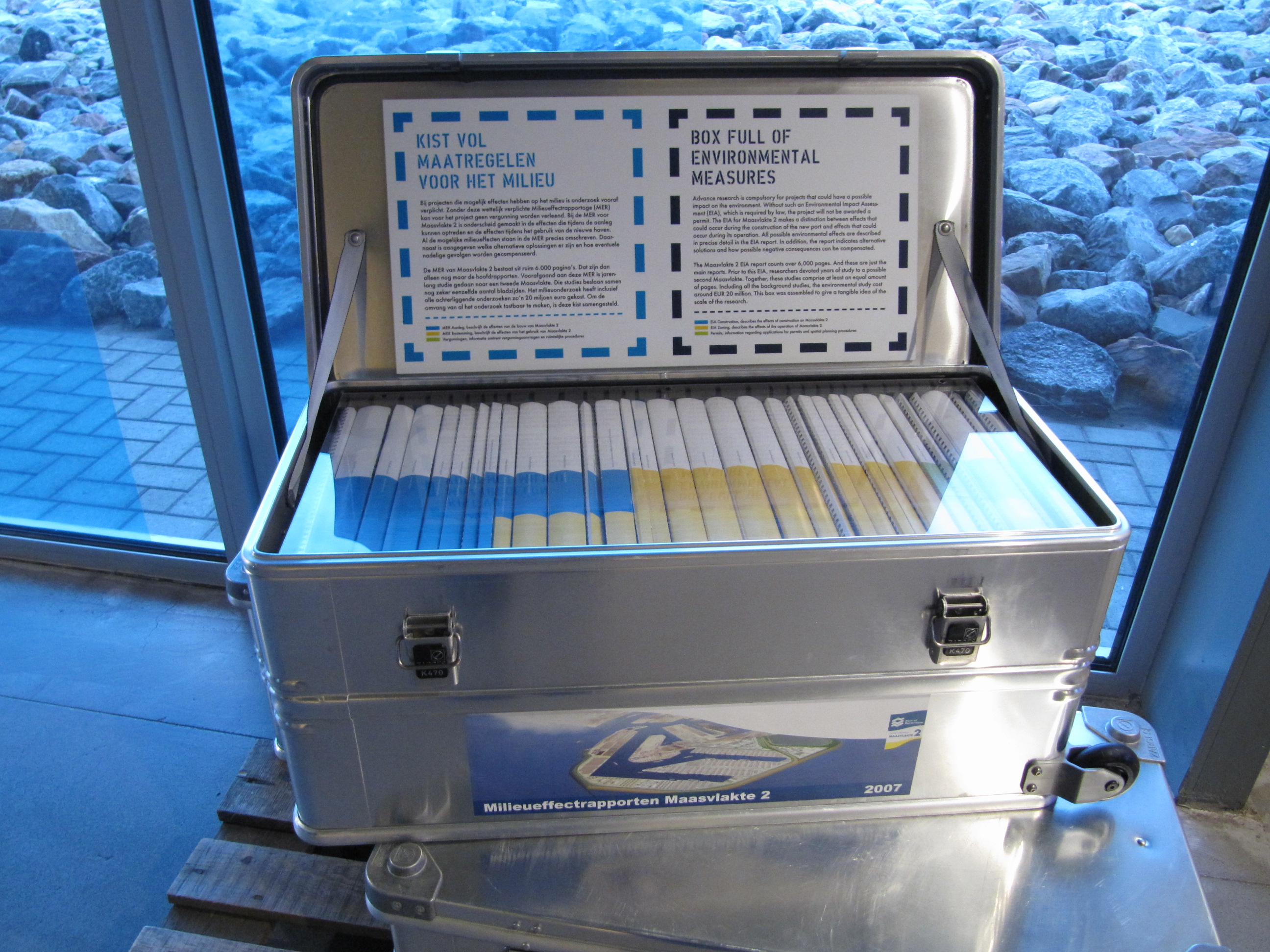
Koffer met de hoofdrapporten van de milieueffectrapportage Maasvlakte 2

Milieueffectrapportage (afkorting mer) brengt de milieugevolgen van een project of een plan in beeld voordat daarover een besluit wordt genomen. De onderzoeksresultaten worden gepubliceerd in een milieueffectrapport (MER) (Engels: EIA - Environmental Impact Assessment voor de procedure van m.e.r., soms onderscheiden van EIS = environmental impact statement voor het product, het milieueffectrapport). Een MER wordt opgesteld bij activiteiten en projecten die mogelijk belangrijk nadelige gevolgen voor het milieu hebben. Het uitvoeren van een milieueffectrapportage voor projecten die het milieu belangrijke schade kunnen berokkenen, is verplicht binnen de Europese Unie. De plicht tot milieueffectrapportage geldt ook voor plannen die zulke projecten mogelijk maken.
De Nederlandse mer.-regeling is ouder dan de Europese en omvatte aanvankelijk ook een aantal elementen die op Europees niveau niet verplicht gesteld konden worden, zoals een verplichting om te beschrijven wat het meest milieuvriendelijke alternatief voor een activiteit is en de verplichting om na uitvoering van het voornemen de daadwerkelijk optredende milieueffecten te monitoren. Veel van deze "boven-Europese" elementen zijn in een later stadium uit de Nederlandse regeling verdwenen.

## Plan-mer
De Europese verplichting voor plan-mer is recenter dan die voor project-mer en is geregeld door SEA richtlijn 2001/42/EG, waarbij SEA staat voor Strategic Environmental Assessment. De richtlijn geldt enkel voor publieke plannen, maar niet voor losse beleidsmaatregelen.
Het opstellen van een plan-MER is verplicht voor plannen en programma's die het kader scheppen om een project mogelijk te maken dat project-MER (EIA-richtlijn) plichtig is óf dat een passende beoordeling vraagt volgens de Europese Habitatrichtlijn.
In Vlaanderen vallen alle ruimtelijke uitvoeringsplannen (en bpa's) onder de plan-m.e.r. plicht.
In Vlaanderen wordt er naast een plan-MER soms ook nog een strategisch MER onderscheiden. Dit sMER is niet wettelijk verplicht, maar kan nuttig zijn bij grote projecten, waarbij verschillende plan-alternatieven of beleidsopties op een grotere schaal worden onderzocht. Dit gebeurde bijvoorbeeld voor de geplande verbreding van de Brusselse Ring.

### Voorbeelden
Enkele voorbeelden van plan-MER die een groot publiek debat op gang brachten zijn:
- Maasvlakte 2
- A19 (België)
- Oosterweelverbinding
- verbreding van de Brusselse Ring
- N74 (België)

## Project-mer
Project-milieueffectrapportage wordt binnen de Europese Unie geregeld door de Europese EIA richtlijn 85/337/EEC. EIA staat hierbij voor Environmental Impact Assessment. Voor projecten opgesomd in Annex I van de richtlijn is in de hele Europese Unie de opstelling van een project-MER verplicht. Dit gaat onder meer om spoorwegen, autowegen, vliegvelden met een landingsbaan van meer dan 2100 meter en verwerkingsinstallatie voor gevaarlijk afval.

## Nederland
In Nederland is de procedure wettelijk vastgelegd door de Omgevingswet en het Omgevingsbesluit. 